# Arenópolis
Arenópolis este un oraș în Goiás (GO), Brazilia. 